# Плакида
Плакида (грч. Πλακίδα) је насељено место у општини Горуша у периферији Западна Македонија, Грчка. Према попису из 2021. године било је 10 становника.
Према бугарском географу и историчару, Василу Канчову, у Плакиди је 1900. године живело 155 Грка. Плакида се налази у области Населица, која је некада била насељена словенским становништвом које је касније хеленизовано. Село се раније звало Лабаница.